# Viola orientalis
Viola orientalis är en violväxtart som först beskrevs av Carl Maximowicz, och fick sitt nu gällande namn av W. Beck.. Viola orientalis ingår i släktet violer, och familjen violväxter. Inga underarter finns listade i Catalogue of Life.

## Bildgalleri

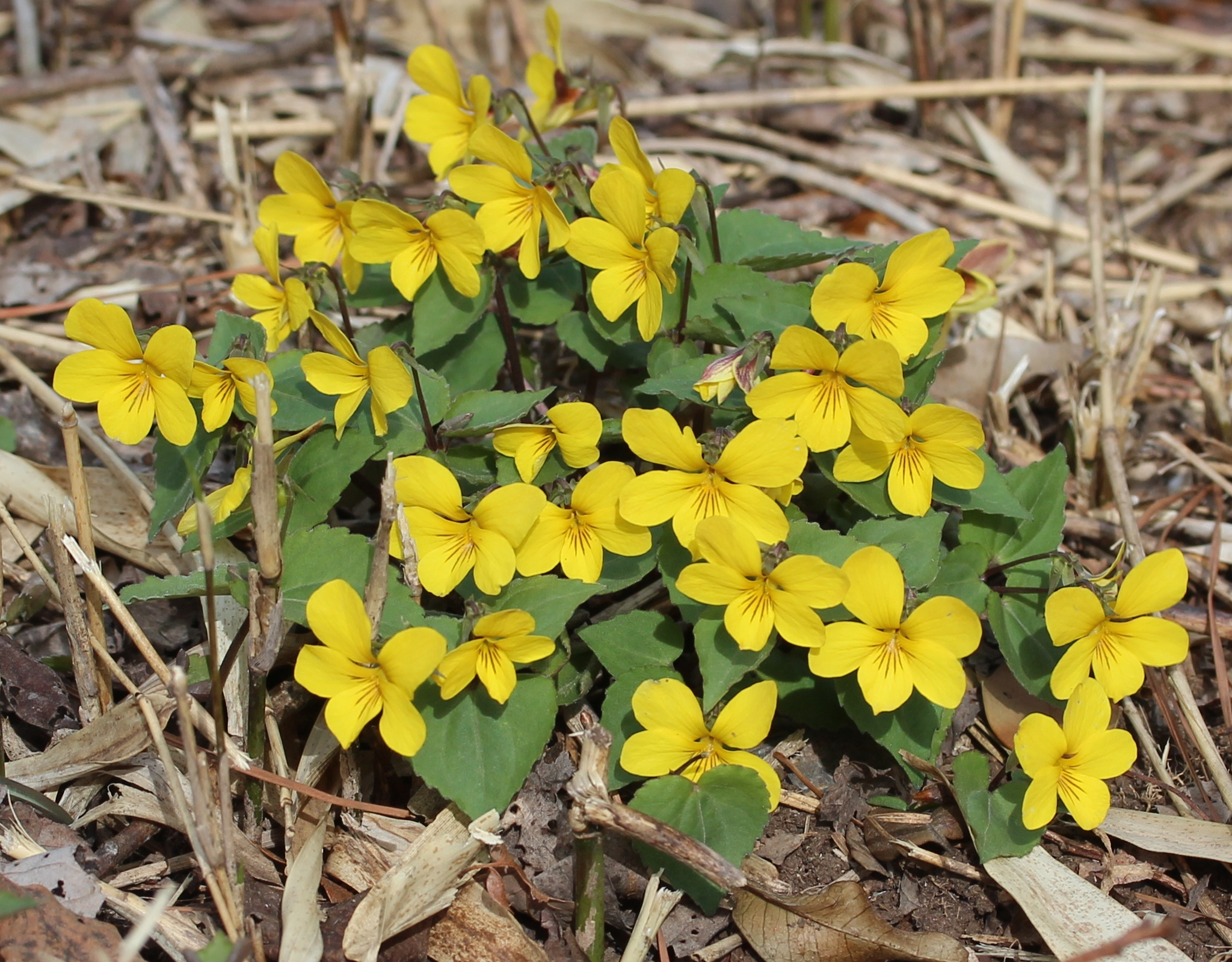
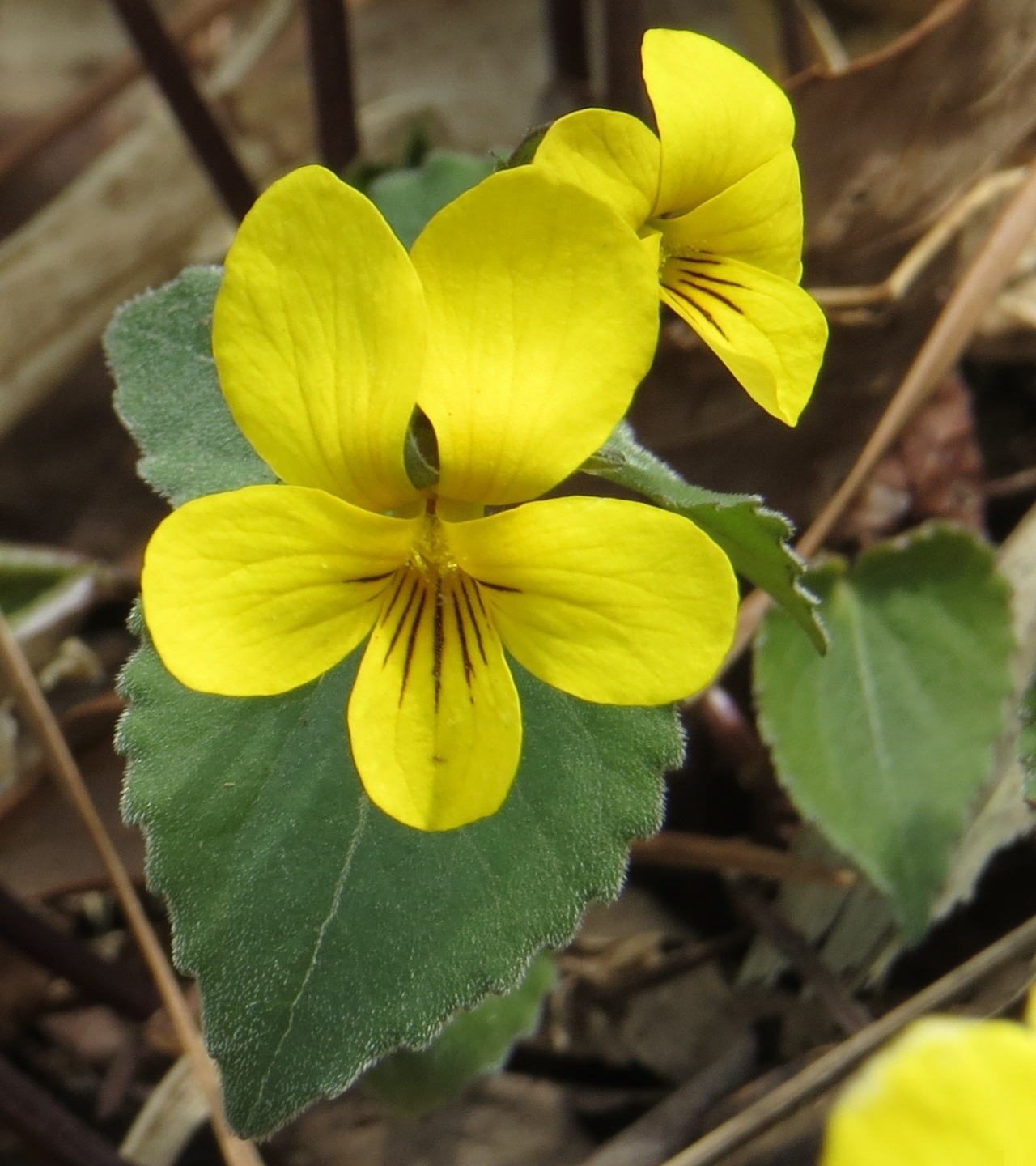
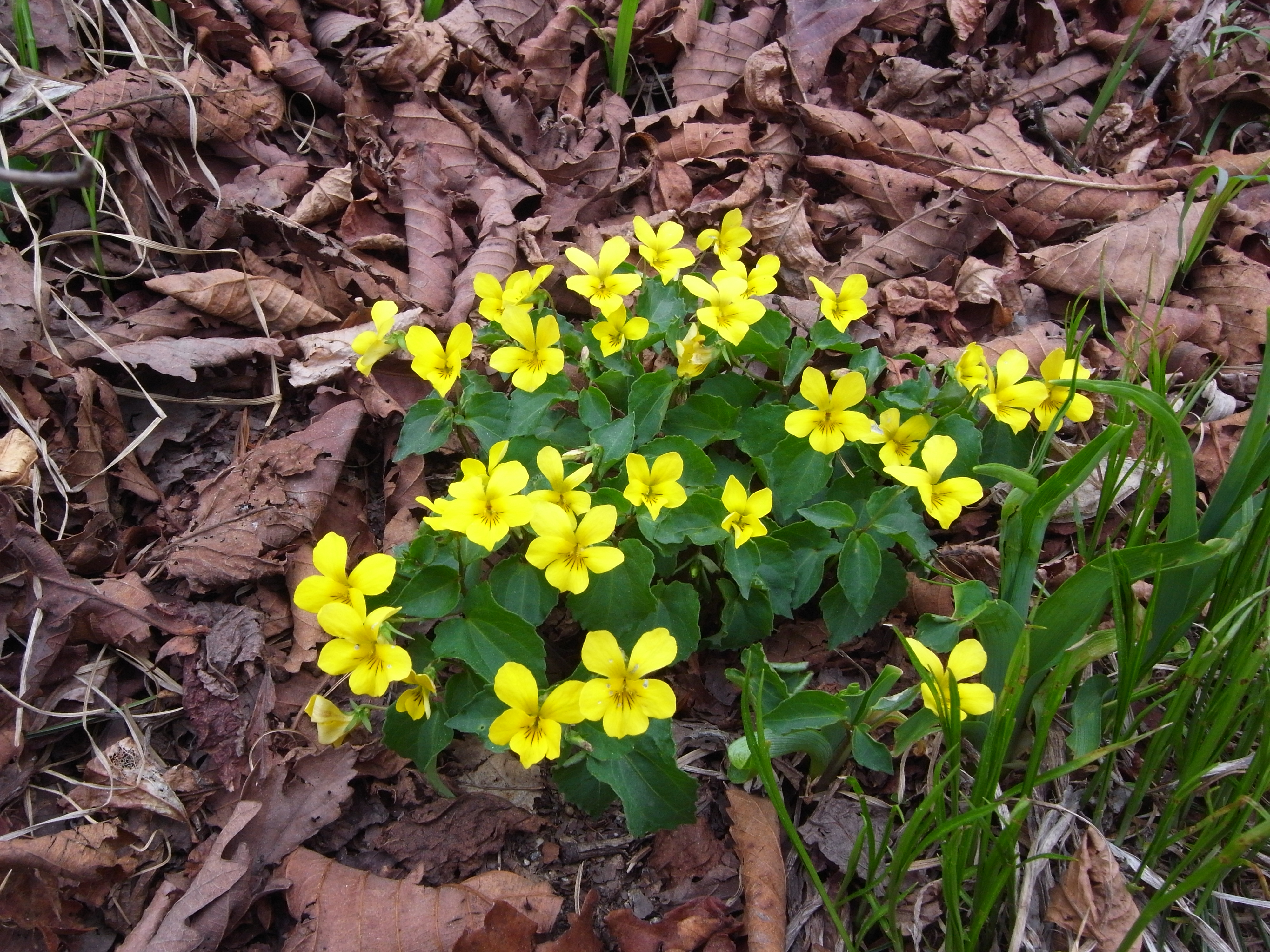
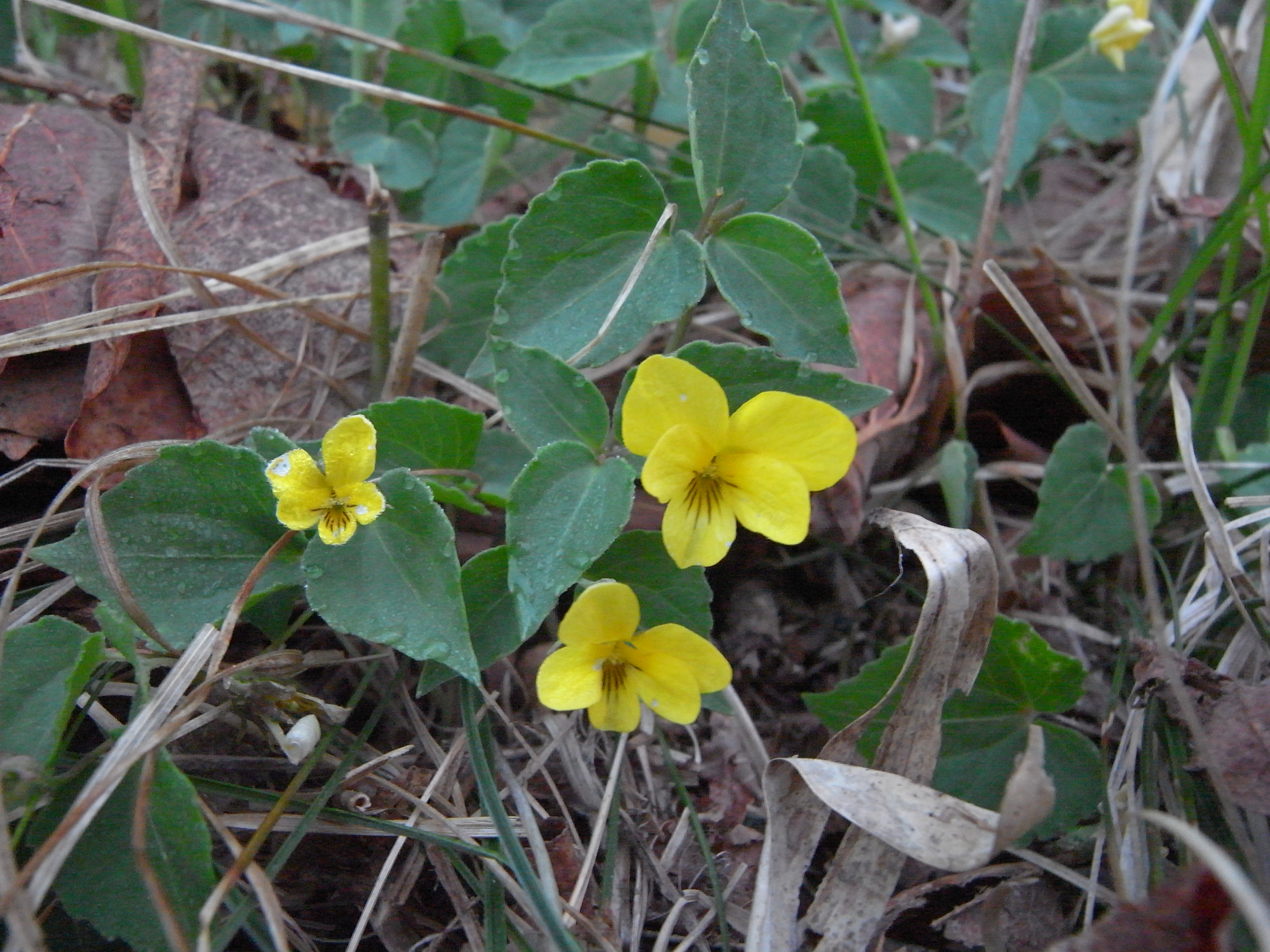